# Tachinophasia transita
Tachinophasia transita är en tvåvingeart som beskrevs av Townsend 1931. Tachinophasia transita ingår i släktet Tachinophasia och familjen parasitflugor. Inga underarter finns listade i Catalogue of Life.